# Liber Historiae
Liber Historiae Francorum (em português: "O Livro da História dos Francos") é uma crônica escrita anonimamente durante o século VIII. As primeiras seções serviram como uma fonte secundária para os primeiros francos na época de Marcomer, dando um breve breviarum de eventos até a época dos merovíngios tardios. As seções subsequentes da crônica são fontes primárias importantes para a história contemporânea. Eles fornecem um relato da família Pippinid na Austrásia antes de se tornarem os carolíngios mais famosos.
O Liber Historiae Francorum usa muito material da Historia Francorum anterior do bispo e historiador Gregório de Tours, concluída em 594.

## Autor, data e agenda
Richard Gerberding, um editor moderno do texto, justifica a coerência e precisão de seu relato ao dar razões para localizar o autor anônimo em Soissons, que provavelmente fazia parte do mosteiro real de Saint-Medard. Richard Gerberding caracteriza o autor como neustriano e como "um merovíngio convicto legítimo, secular em oposição à mente eclesiástica, e um admirador entusiasmado e provavelmente um membro daquela classe aristocrática baseada no vale do Seine-Oise cujos feitos, guerras e reis ele descreve".
Liber Historiae Francorum é costumeiramente datado do ano 727 por causa de uma referência ao final do sexto ano de Teodorico IV.  Ele oferece uma perspectiva nêustria da era dos prefeitos do palácio, onde as facções dos grandes magnatas territoriais só podiam ser controladas e equilibradas pela legitimidade consagrada do rei merovíngio. Liber Historiae Francorum foi explorado e interpretado por Richard Gerberding e, mais recentemente, por Rosamond McKitterick, em História e Memória no Mundo Carolíngio.  Como uma narrativa amplamente lida, ajudou a criar um senso de solidariedade cultural entre os leitores a quem se destinava, a quem atende e a cuja agenda política promove.
Quanto a essa agenda, Fouracre e Gerberding mostram que o livro apóia os reis da dinastia merovíngia apenas na medida em que eles governam com a consulta dos principais nobres. Os nobres, por sua vez, são apoiados apenas na medida em que não aspiram acima de sua posição.
É um de um corpus de novos livros de história escritos no século 8, e copiados e amplamente distribuídos no século 9, que ofereciam a seus leitores (e ouvintes) um pano de fundo puro e abrangente que colocava os francos apenas distantes no contexto do Império Romano (o Império Romano é virtualmente ignorado) e mais imediatamente no mundo cristão galo-romano.

## Conteúdo do livro
Desde o início, o livro promete apresentar as origens e feitos dos reis e do povo franco. Afirma que os francos se originaram de um grupo de refugiados troianos, semelhantes aos refugiados italianos da Eneida, encontrando-se na costa norte do Mar Negro, antes de atravessar a planície do Danúbio até a Renânia. Para conseguir isso, o livro depende fortemente do bispo e historiador galo-romano Gregório de Tours, que morreu em 594, cuja história ele adapta e aumenta.
Os últimos 19 capítulos, numerados de 35 a 53 na edição de Bruno Krusch, apresentam um relato independente dos eventos nas terras francas no século 7 e início do século 8.
Esta parte da obra começa com Clotário II (584-629), que começou seu reinado como um rei infantil da Nêustria, um dos menores territórios da Frância. Ele estava sob a regência de sua mãe, Fredegund, e em uma aliança desconfortável com o tio de Clotário, Guntram, rei da Borgonha (m. 592). Clotário assumiu o poder total sobre a Nêustria após a morte de sua mãe em 597 e continuou a rivalidade de sua mãe com a rainha Brunilda da Austrásia com igual crueldade e derramamento de sangue, finalmente conseguindo sua execução de uma maneira especialmente brutal em 613 e unindo a Frância sob seu governo. Como seu pai, ele construiu seus territórios invadindo após a morte de outros reis.
O reinado de Clotário foi longo para os padrões contemporâneos, mas viu a contínua erosão do poder real pela nobreza contra um pano de fundo de feudos merovíngios. O Édito de Paris em 614, que se preocupava com vários aspectos das nomeações para cargos e da administração do reino, foi interpretado de maneiras diferentes pelos historiadores modernos. Em 617, Clotário fez do prefeito do palácio um papel vitalício, um passo importante na progressão deste cargo de primeiro o gerente da casa real para o chefe efetivo do governo e, eventualmente, o monarca, sob Pepino, o Jovem, em 751. Clotário cedeu o governo sobre a Austrásia a seu filho Dagoberto I em 623. Excepcionalmente para um monarca merovíngio, ele praticava a monogamia, embora as mortes significassem que ele tinha três rainhas. Ele era geralmente um aliado da igreja e, talvez inspirado pelo exemplo de seu tio Guntram, seu reinado parece não ter os atos ultrajantes de assassinato perpetrados por muitos de seus parentes, com exceção da execução de Brunilda.

O capítulo 43 relata a tentativa de usurpação da Austrásia pelo prefeito de Pippinida, Grimoaldo, o Velho, de forma resumida. Termina com a morte de Grimoaldo por tortura sob Clóvis II, que governou a Nêustria. O capítulo 44 comenta sobre Clovis:
Ao mesmo tempo, ele trouxe ruína ao reino dos francos com calamidades desastrosas. Este Clóvis, além disso, tinha todo tipo de hábito imundo. Ele era um sedutor e um debatedor de mulheres, um glutão e um bêbado. Sobre sua morte e fim, nada de valor histórico pode ser dito. Muitos escritores condenam seu fim porque não sabem a extensão de sua maldade. Assim, na incerteza a respeito, eles se referem de um para o outro.
O resto deste capítulo e o início do próximo capítulo se estendem entre a morte de Clóvis, geralmente datada do final da década de 650, e a ascensão de Teodorico III, geralmente datada de 673, um reinado de quatro anos do "menino rei Clotar".
Os capítulos 45ff, como Ursino, o abade, havia feito, fornecem um relato hostil do prefeito Ebroíno da Nêustria. Em contraste com a descrição de Clóvis II citada acima, o autor não tem nada além de elogios a Quildeberto III, "um homem famoso", a quem ele descreve como "o glorioso senhor de boa memória, Quildeberto, o rei justo". Os capítulos finais cobrem principalmente Charles Martel.
Liber Historiae Francorum tornou-se uma fonte primária para as Continuações da Crônica de Fredegar, conforme redigido pelo Conde Childebrand em 751 em nome de seu meio-irmão, Carlos Martel.

## Leitura Adicional
- Kurth, Godfroid (1919), «Étude critique sur le Liber Historiae Francorum», Études franques. Volume 1 (em francês), Paris: Honoré Champion, pp. 31–65, consultado em 24 de agosto de 2014, cópia arquivada em 11 de abril de 2016